# Halle39
Die Halle39 ist eine Mehrzweckhalle und ehemaliger Hangar in der niedersächsischen Stadt Hildesheim.

## Geschichte
Als im Oktober 1993 die militärische Nutzung des Flugplatzes Hildesheim endete, wurden die ehemaligen Hangars aus Bundesbesitz an Gewerbe verkauft. Die von der Lüder Unternehmensgruppe erworbene Halle erhielt den Namen Halle39.
Wegen Renovierungsarbeiten am Stadttheater Hildesheim wich dieses in der Spielzeit 1996/97 in die Halle39 aus. Als die interimsweise Nutzung als Theaterspielstätte zu Ende ging, scheiterte der Versuch, die Halle in ein multikulturelles Veranstaltungszentrum umzuwandeln. Im Oktober 1997 drohte dann die Umnutzung als Lagerhalle, die jedoch durch die Übernahme durch Konrad Bank im Sommer des Folgejahres abgewendet werden konnte. Mit einem Millionenaufwand wurde die Halle39 zu einer Mehrzweckhalle umgebaut. Bis Oktober 1998 Deutschlands größte Strandsporthalle mit fünf Beachvolleyballspielfeldern, Zuschauertribünen, einem Fitnessbereich sowie einer Multimediawand. Zudem wurde mit einem mobilen Parkettboden die Möglichkeit geschaffen, Handballspiele in der Halle auszutragen. Bis 2007 war die Halle schließlich Heimspielstätte des Handball-Bundesligisten Eintracht Hildesheim, der am 18. Oktober 1998 gegen den Dessauer HV die erste Handballpartie in der Halle39 austrug. Das Projekt einer multifunktionalen Beachvolleyballhalle erwies sich nach sechs Monaten als wirtschaftlich nicht rentabel, wodurch die Halle umgebaut wurde und die Spielfelder mit Sand aus der Halle verschwanden. Neben den Handballspielen von Eintracht Hildesheim fanden nun auch Musik- und Konzertveranstaltungen in der Halle statt. Darüber hinaus wurde sie auch als Fest- und Messehalle genutzt.
Im Oktober 2009 ging die Halle39 in den Besitz der Event Werft GmbH über und wird schließlich die größte Eventlocation der Stadt. Seit 2013 ist die Halle (mit Ausnahme von 2021) jährlicher Austragungsort der von der PDC Europe veranstalteten German Darts Championship. Auch weitere Turnierserien des Dartsverbandes werden regelmäßig in der Halle39 ausgetragen.
Heute verfügt die Halle39 über ein „Multifunktionsfoyer“, das als eigene Veranstaltungsräumlichkeit genutzt werden kann. Außerdem wurde durch diverse Rückbaumaßnahmen der Charakter des ehemaligen Flugzeughangars verstärkt. Ein Beispiel hierfür bilden die neuen Hallentore nach Original-Vorbild.